# Maria Boguszewska (artystka)
Maria Majka Boguszewska (ur. 25 lipca 1983 w Warszawie) – polska graficzka, ilustratorka, designerka. Ukończyła studia na Wydziale Sztuk Pięknych Uniwersytetu Mikołaja Kopernika w Toruniu. Zajmowała się zarówno grafiką tradycyjną (głównie technikami metalowymi), jak i komputerową. Obecnie zajmuje się designem i projektowaniem opakowań.  Zdobywczyni wielu nagród, uczestniczka konkursów i wystaw:
- I nagroda w konkursie na plakat festiwalowy „Take Five” - Art&Jazz Festival, Oleśnica 2008
- wystawa na Biennale Grafiki Studenckiej, Poznań 2007, 2009
- wyróżnienie honorowe w Ogólnopolskim Konkursie Grafiki im. Ludwiga Meidnera, Oleśnica 2008[2]

W roku 2023 wydała książkę "Religie Świata dla dzieci".